# 제주 서귀포층 패류화석 산지
제주 서귀포층 패류화석 산지(濟州 西歸浦層 貝類化石 産地)은 대한민국 서귀포시에 있는 대한민국의 천연기념물이다.
- 서귀포층의 패류화석 보관됨 2007-09-29 - 웨이백 머신 - 남북의 천연기념물
- 서귀포층의 패류화석 - 문화재청